# Šal
Šal (perz. šāl) je obično pleten dug i uzak dio odjeće za zaštitu vrata ili kao modni dodatak, ukras. Šalovi za zaštitu vrata uglavnom su ispleteni od debljeg sloja vune, dok se ukrasni, modni šalovi uglavnom izrađuju od svile, kako bi bili udobni za nošenje i prozračni, jer su obilježja vanjski izgleda (uzorak i boja) važniji od materijala.
Kršćanski, uglavnom katolički svećenici preko misnice nose štolu, šal do duljine bokova ili koljena, čija se boja mijenja ovisno o boji misnice odnosu razdoblju liturgijske godine.
Navijački šalovi jedan su od najraširenijih i najpoznatijih navijačkih pomagala s natpisom i u bojama određene momčadi ili reprezentacije za koju se navija.
U različitim narodima i kulturama postoje različiti oblici i vrste šalova.